# Pont de Biosca
El Pont de Biosca és una obra del municipi de Biosca (Solsonès) inclosa en l'Inventari del Patrimoni Arquitectònic de Catalunya. A Biosca hi ha dos ponts, perquè és un municipi situat en una alta muntanya, al seu cim té un castell una part del qual està habitat. Hi ha 2 ponts, fonts i els seus carrers estan ven empedrats, tot i que hi ha molts pendents.